# Флетчер, Эллиот
Эллиот Флетчер (англ. Elliot Fletcher; род. 30 июня 1996; Лос-Анджелес, Калифорния; США) — американский актёр, наиболее известен благодаря ролям в сериалах «Фальсификация», «Фостеры» и «Бесстыжие».

## Ранние годы
Флетчер родился и вырос в Лос-Анджелесе, штат Калифорния. Он один из двух детей, актёров озвучивания Джулии Флетчер Демиты и Джона Демиты. У него есть старший брат Коннер Демита. Флетчер — транс-мужчина, сделавший каминг-аут вскоре после своего семнадцатилетия. Впоследствии он начал использовать имя Эллиот и местоимения он/его.

## Карьера
В 2016 году Флетчер исполнил роль Ноа в нескольких эпизодах сериала «Фальсификация». В 2016—2018 годах он играл роль Аарона в сериале «Фостеры». Первоначально Флетчер прослушивался на роль Коула в этом шоу, но роль получил близкий друг Флетчера — Том Фелан.
Флетчер также снимался в телесериале «Бесстыжие», в котором он исполнил роль Тревора, транс-мужчины, сотрудника организации, помогающей найти дом для сбежавших от родителей и бездомных ЛГБТ+ подростков. В 2019 году Флетчер сыграл роль Макса в эпизоде  сериала «Беглецы». В 2021 году он сыграл одну из главных ролей в сериале «Y. Последний мужчина».
В 2017 году трансгендерные актёры и актрисы, среди которых был и Флетчер, стали частью экранизированного письма в Голливуд, написанного Джен Ричардс, с просьбой увеличить количество качественных ролей для трансгендерных людей.

## Фильмография
| Год       |     | Русское название          | Оригинальное название          | Роль         |
| --------- | --- | ------------------------- | ------------------------------ | ------------ |
| 2016      | с   | Фальсификация             | Faking It                      | Ноа          |
| 2016—2018 | с   | Бесстыжие                 | Shameless                      | Тревор       |
| 2016—2018 | с   | Фостеры                   | The Fosters                    | Аарон Бейкер |
| 2017      | кор | —                         | The Station                    | Джордж       |
| 2018      | кор | —                         | Brother X                      | Эйвери       |
| 2019      | с   | Адам портит всё           | Adam Ruins Everything          | Джек         |
| 2019      | с   | Беглецы                   | Runaways                       | Макс         |
| 2020      | ки  | —                         | World of Warcraft: Shadowlands | Пелагос      |
| 2021      | с   | Расскажи мне свои секреты | Tell Me Your Secrets           | Джейк Барлоу |
| 2021      | с   | Y. Последний мужчина      | Y: The Last Man                | Сэм Джордан  |